# カネシゲタカシ
カネシゲ タカシ（1975年10月22日 - ）は、日本の漫画家、イラストレーター、ミュージシャン。元お笑い芸人で、ドレスの一員だった。大阪府出身。大阪府立市岡高等学校、関西大学社会学部を卒業。妻はイラストレーター・芸術家のたんたん。
本名は金重 高志（読み同じ）、別の名義として「マンガウルフ」があり、嘗てはこの名前でも漫画家として活動していた。

## 芸人として
NSC大阪校14期生として芸能界入り。同期は国崎恵美 、ロッチのコカドケンタロウなどがいた。
かつて岩尾望とお笑いコンビ「ドレス」として活動しており、カネシゲはツッコミを担当していた。岩尾望とカネシゲは同じ関西大学の同級生であり、当時の岩尾望との出会い、印象についてカネシゲは「当時の僕はパンクバンドを組んでいて、ミュージシャンを目指していました。電気グルーヴなんかも好きで、音楽にサブカル系のお笑いを入れたら面白いかなと思ったんですけど、いい感じのサークルがなくて。漫才研究会のドアを開けたら、そこに岩尾がいたんですよ。学部も専攻も一緒で、出席番号も近かった。岩尾はそこにおるだけで雰囲気がある存在でしたね」と語っている。
その後、関西大学の大学生活で「サークルの合宿かなんかで、先輩に『女の子をナンパしてこい』と言われたんですけど、ふたりとも声をかけられるようなタイプではなくて。話しながら時間をつぶしているうちに、岩尾が『秋からNSCに行こうと思ってる』と。それで僕は『面白そうやな。俺も行きたい』とノリで返事したんです・・・」ということになり、「ある日、岩尾から電話がかかってきて『14期生の募集があるみたいやけど、どうする？』と言われて。正直、忘れてたんですけどね。ふたりでお笑いコンビを組もうと熱く語りあったこともなくて、ただの友だちでしたし・・・」、そして、二人で「ドレス」というコンビ名でお笑いコンビを結成した。当時、東野幸治の番組に出た時、二人は「いじめられっ子が手を組んだコンビですか」といじられたほど地味だったという。
結局、お笑いコンビ「ドレス」は1999年3月に解散した。芸人を引退した24歳の金重は、その後漫画家として活動していく。

## 漫画家として
1999年のコンビ解散を以て、芸人を廃業。「週刊少年ジャンプ」の4コマキング大賞にて、漫画家としてデビュー。
作品の傾向としてはギャグ色、コメディ色の強いものが多く、絵柄もコミカルなタッチを基調としている。

## ミュージシャンとして
お笑い芸人として活動していた時から、ほぼ同期の人間たちと共に、バンドを組んで活動もしていた。その際の名義は「マンガウルフ」で、主にドラムを担当していた。この名義で漫画家としての活動をしたこともあるが、直ぐに現在の名前に改名した。
野性爆弾・フットボールアワーの後藤らと組んだ「盆地で一位」などでミュージシャンとしても活動している。
またお笑いとは関係のないメンバーで「ザ・クーピーズ」という童謡パンクバンドを組んでいたこともあり、メンバーと結婚している。このバンドではギターを弾いており、一部の曲では作詞・作曲を手がけていた。現在は解散しているが、インディーズレーベルからミニアルバムを一枚出している。
2014年よりトータルテンボスの藤田憲右や野性爆弾のくっきー!、2丁拳銃の小堀裕之らと共に結成した「THE SESELAGEES」のドラマーとして活動している。

## 代表作
- 通販の鬼・やすだ（コミック・ガンボ）[3]
- 週刊イガワくん（スポーツナビ）[3]
  - 井川慶をモデルとした漫画。2007 - 2011年連載。
- 一丁目のタイムカプセル（ガンダムエース）[3]
- おわらいおん（まんがライフ）原作。作画はたんたん
- ちーっす！アクティズ高校
- ベイスたん[3]
  - 横浜DeNAベイスターズをペット育成型ゲームのキャラクター風に例えたWeb漫画。当初はスポーツナビ「週刊キヨシくん」（→「ベイスたんのブログやよ」）にて連載し2012年のベイスターズファン感謝デー等で球団公認のコラボグッズが発売されている[4]。2017・18年はスポーツニュースサイト「VICTORY」、2019年は育成ゲーム要素を廃す形でTwitterにて掲載。
- カネシゲタカシの野球大喜利ベスト9（アサヒ芸能）
  - 自身が主宰するTwitter企画「野球大喜利」との連動企画[3]。「野球大喜利 ザ・ベスト」シリーズとして書籍化。2012年開始、2020年12月10日号で終了し「カネシゲタカシ 野球のトリセツ」にリニューアル。
- はたらくパチンコ（パチンコ必勝本CLIMAX）
  - 2011 - 2017年連載[3]。
- コミ達!ザ・ワールド（月刊ローチケ）
- カネシゲタカシ 野球のトリセツ（アサヒ芸能）[3]
  - 2020年12月17日号より開始、翌年10月7日号で終了。

## 主なメディア出演
ドレスとして
- オールザッツ漫才（1996年、1997年、1998年）
- ドレキグラム（1999年頃／ドレスとエレキグラムの合同イベント）

盆地で一位として
- 曲者（2丁拳銃のイベント） 2007年現在も出演中。
- やりすぎコージー（2008年
- 『コヤブソニック』(2010年/小籔千豊主催のイベント)

カネシゲタカシとして
- ニュースJAPAN（2009年9月22日、フジテレビ）
- マツコ&有吉の怒り新党（2015年2月25日、テレビ朝日 新・3大○○調査会『新・3大応援になっていない応援歌』監修・コメントテロップのみ）
- トラの門スポーツ（2015年6月15日、テレビ東京）
- ソノサキ〜知りたい見たいを大追跡!〜（2018年12月11日、テレビ朝日）

## 書籍
カネシゲタカシ名義
- おわらいおん（メディアファクトリー、2008年 ISBN 978-4-84012-608-3）（たんたんとの共著）
- 通販の鬼やすだ（ラルースパブリッシング、2008年 ISBN 978-4-90327-011-1）
- 1丁目のタイムカプセル 機動戦士ガンダムより(角川コミックスエース、2009年 ISBN 978-4-04715-212-0)
- プロ野球どうでもいい知識検定（扶桑社、2014年 ISBN 978-4-59407-125-7）
- ベイスたんやよ!（KADOKAWA 富士見書房、2015年 ISBN 978-4-04070-461-6）
- 熱闘!野球女子 フルスイングの野球愛コミックエッセイ（KADOKAWA メディアファクトリー、2015年 ISBN 978-4-04066-364-7）（企画・監修）
- みんなのしあわせになるプロ野球 ファンとっておきの泣ける・笑えるエピソード集（講談社、2018年 ISBN 978-4-06221-068-3）（編集）
- 産んじゃダメだと思ってた、産んでみたら幸せだった。（幻冬舎、2020年 ISBN 978-4-34403-582-9）（たんたんとの共著）

カネシゲタカシ/野球大喜利名義
- みんなの あるあるプロ野球（講談社、2012年 ISBN 978-4-06217-627-9）
  - みんなの あるあるプロ野球DX（2013年 ISBN 978-4-06218-246-1）
  - みんなの あるあるプロ野球～極～（2014年 ISBN 978-4-06218-780-0）
  - みんなの あるあるプロ野球 グランドスラム（2015年 ISBN 978-4-06219-351-1）
  - みんなの あるあるプロ野球 GOGO!（2016年 ISBN 978-4-06219-996-4）
- 野球大喜利 ザ・ベスト～こんなプロ野球はイヤだ～（徳間書店、2013年 ISBN 978-4-19863-655-5）
  - 野球大喜利 ザ・ベスト2～こんなプロ野球はイヤだ～（2014年 ISBN 978-4-19863-789-7）
  - 野球大喜利 ザ・グレート～こんなプロ野球はイヤだ～（2015年 ISBN 978-4-19864-007-1）
  - 野球大喜利 ザ・レジェンド～こんなプロ野球はイヤだ4～（2016年 ISBN 978-4-19864-227-3）
  - 野球大喜利 ザ・ダイヤモンド～こんなプロ野球はイヤだ5～（2017年 ISBN 978-4-19864-441-3）
  - 野球大喜利 ザ・ヒーロー～こんなプロ野球はイヤだ6～（2018年 ISBN 978-4-19864-668-4）
  - 野球大喜利 ザ・フィーバー～こんなプロ野球はイヤだ7～（2019年 ISBN 978-4-19864-917-3）
  - 野球大喜利 ザ・パッション～こんなプロ野球はイヤだ8～（2020年 ISBN 978-4-19865-164-0）
- プロ野球ことわざリーグ(宝島社、2013年 ISBN 978-4-80021-845-2)
- みんなのプロ野球川柳(講談社、2017年 ISBN 978-4-06220-514-6)
- 野球のトリセツ ガチファンだけが知る12球団裏マニュアル（Amazon Kindleダイレクトパブリッシング、2021年）

## イラストレーション
書籍
- 甲子園プロ野球愛好会「阪神タイガース観戦ガイド2008」(ラルースパブリッシング、2008年 ISBN 978-4-90327-010-4)
- 槙原寛己「プロ野球 視聴率48.8％のベンチ裏」（ポプラ社、2011年 ISBN 978-4-59112-394-2）
- 山田隆道「阪神タイガース 暗黒のダメ虎史～あのとき虎は弱かった」（ミリオン出版、2011年 ISBN 978-4-81302-158-2）
- 立浪和義・野村弘樹「立浪&野村が教える! 野球少年が親子でうまくなるプロ思考」（集英社、2012年 ISBN 978-4-08780-659-5）
- 近兼拓史「爆発しないケータイをください、を中国語で言ってみよう」（宝島社、2013年 ISBN 978-4-80021-724-0）
- 山田隆道「粘着!プロ野球むしかえしニュース」（宝島社、2013年 ISBN 978-4-80021-026-5）
- 小池寿子監修「美術っておもしろい!」シリーズ（彩流社、2015年）

テレビ
- サタデーステーション（テレビ朝日、2017年4月 -  ニュース解説イラスト・マンガ担当）[5]
- ナカイの窓（日本テレビ」）
- スクール革命!（日本テレビ）
- 幸せ!ボンビーガール（日本テレビ）